# Левицкий, Денис Аркадьевич
Дени́с Арка́дьевич Леви́цкий (бел. Дзяніс Аркадзевіч Лявіцкі; род. 5 февраля 1997, Мокрянские Хутора, Могилёвская область) — белорусский футболист, полузащитник жодинского «Торпедо-БелАЗ» и национальной сборной Беларуси.

## Клубная карьера
Воспитанник могилёвского «Днепра». С 2013 года начал выступать за дублирующий состав. 26 апреля 2015 года сыграл свою первую игру за главную команду. В матче Первой лиги со столичной «Звездой-БГУ». Левицкий вышел на поле в стартовом составе и в перерыве встречи был заменён на Владислава Федосова. В следующем сезоне он открыл счёт забитым мячам. 16 апреля 2016 года в гостевой игре со светлогорским «Химиком» Левицкий вышел на поле на 75-й минуте. Спустя три минуты он забил второй мяч своей команды, чем помог в итоге разгромить соперника со счётом 3:0. По итогам сезона «Днепр» занял второе место в турнирной таблице и вышел в Высшую лигу. Полузащитник принял участие в 26 матчах, в которых отличился 7 раз. 8 апреля 2017 года дебютировал в составе «Днепра» в чемпионате Беларуси. В игре второго тура против «Витебска» он появился на поле на 88-й минуте вместо Антона Шрамченко при счёте 4:0 в пользу могилевчан.
22 июля 2018 года Денис Левицкий перешёл в «Торпедо-БелАЗ», подписав контракт на три года. На следующий день дебютировал за команду, выйдя в стартовом составе на матч со «Смолевичами». Левицкий провёл на поле все 90 минут, но результативными действиями не отметился. В сезоне 2020 года потерял место в основном составе, изредка выходя на замену, в результате чего принял решение отправиться в другой клуб.
9 июля 2020 года на правах аренды до конца сезона перешёл в «Белшину». 11 июля дебютировал в составе бобруйского клуба в матче чемпионата страны со своей бывшей командой. Левицкий провёл на поле один тайм, а его команда выиграла со счётом 2:1. В декабре покинул клуб.
В январе 2021 года подписал контракт с «Гомелем». Закрепился в команде на позиции левого защитника. В январе 2022 года покинул гомельский клуб и перешел в российский «СКА-Хабаровск».
Дебютировал за российский клуб 6 марта 2022 года в матче против «Кубани». Футболист сразу же закрепился в стартовом составе основной команды. Первый свой гол забил 2 апреля 2022 года против клуба «Олимп-Долгопрудный» на 22 минуте матча. Покинул российский клуб в июне 2023 года.
В июле 2023 года футболист вернулся в жодинское «Торпедо-БелАЗ». В декабре 2023 года футболист продлил контракт с жодинским клубом, рассчитанный на сезон. В сезоне-2024 отыграл 27 матчей, в которых забил 1 гол и отдал 2 результативные передачи. Покинул команду, проведя в ней полтора года. В начале 2025 года присоединится к «МЛ Витебск». В апреле получил повреждение передней крестообразной связки колена, надолго выбыв из строя.

## Карьера в сборных
Выступал за молодёжную сборную Беларуси. Дебютировал в её составе 26 марта 2017 года в товарищеской игре с Латвией. Всего за сборную принял участие в четырёх матчах.
11 июня 2024 года дебютировал за национальную сборную Беларуси в матче с Израилем (0:4)

## Достижения
«Торпедо-БелАЗ»
- Обладатель Суперкубка Беларуси: 2024

## Статистика выступлений

### Клубная статистика
| Выступление      | Выступление      | Выступление      | Лига | Лига | Кубки | Кубки | Конт. кубки | Конт. кубки | Итого | Итого |
| Клуб             | Лига             | Сезон            | Игры | Голы | Игры  | Голы  | Игры        | Голы        | Игры  | Голы  |
| ---------------- | ---------------- | ---------------- | ---- | ---- | ----- | ----- | ----------- | ----------- | ----- | ----- |
| Днепр (Могилёв)  | Первая лига      | 2015             | 22   | 0    | 3     | 0     | 0           | 0           | 25    | 0     |
| Днепр (Могилёв)  | Первая лига      | 2016             | 26   | 7    | 0     | 0     | 0           | 0           | 26    | 7     |
| Днепр (Могилёв)  | Высшая лига      | 2017             | 17   | 2    | 2     | 0     | 0           | 0           | 19    | 2     |
| Днепр (Могилёв)  | Высшая лига      | 2018             | 10   | 0    | 4     | 1     | 0           | 0           | 14    | 1     |
| Днепр (Могилёв)  | Итого            | Итого            | 75   | 9    | 9     | 1     | 0           | 0           | 84    | 10    |
| Торпедо-БелАЗ    | Высшая лига      | 2018             | 4    | 0    | 1     | 0     | 0           | 0           | 5     | 0     |
| Торпедо-БелАЗ    | Высшая лига      | 2019             | 15   | 0    | 0     | 0     | 0           | 0           | 15    | 0     |
| Торпедо-БелАЗ    | Высшая лига      | 2020             | 3    | 0    | 0     | 0     | 0           | 0           | 3     | 0     |
| Торпедо-БелАЗ    | Итого            | Итого            | 22   | 0    | 1     | 0     | 0           | 0           | 23    | 0     |
| Белшина          | Высшая лига      | 2020             | 12   | 4    | 1     | 0     | 0           | 0           | 13    | 4     |
| Белшина          | Итого            | Итого            | 12   | 4    | 1     | 0     | 0           | 0           | 13    | 4     |
| Гомель           | Высшая лига      | 2021             | 24   | 2    | 1     | 0     | 0           | 0           | 25    | 2     |
| Гомель           | Итого            | Итого            | 24   | 2    | 1     | 0     | 0           | 0           | 25    | 2     |
| Всего за карьеру | Всего за карьеру | Всего за карьеру | 133  | 15   | 12    | 1     | 0           | 0           | 145   | 16    |